# Veratrum viride
El fals el·lèbor verd,Veratrum viride, és una espècie de planta perenne de fins 2 m d'alt que té un rizoma des d'on surten les fulles disposades en espiral. És extremadament tòxic.

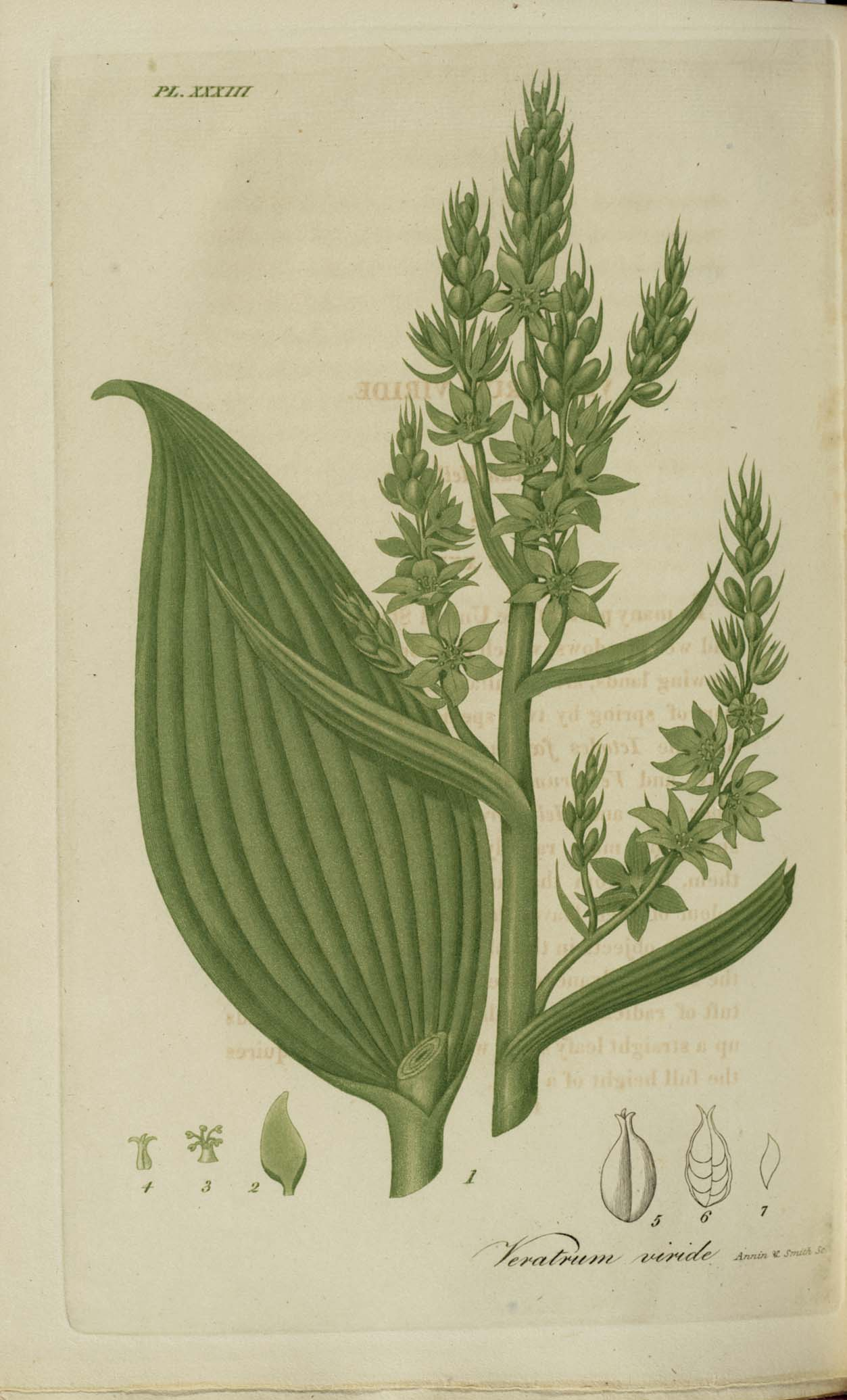
Il·lustració

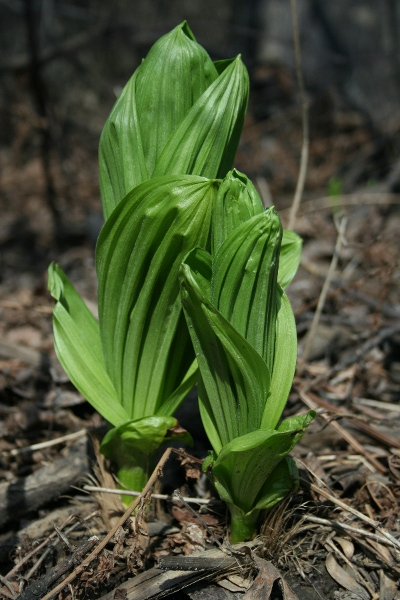
Vista de la planta

El fruit és una càpsula de 1,5 a 3 cm de llargada, amb nombroses llavors planes de 8–10 mm de diàmetre.

## Distribució
Americana del Nord, en zones humides de boscos des d'Alaska a Califòrnia i les Muntanyes Rocoses. A l'est des de Geòrgia a Labrador.

## Sinònims
- Helonias viridis (Aiton) Ker Gawl.
- Veratrum viride var. viride[7]